# Adobe FrameMaker
Adobe FrameMaker — настільна видавнича система, що базується на структурованій розмітці документа (див. SGML, HTML, XML), на відміну від систем, що ґрунтуються на подібному до верстака графічному інтерфейсі (GUI).

## MIF
MIF (Maker Interchange Format) — це мова розмітки, що виступає як доповнення до FrameMaker. MIF має три мети. Першою було представлення документів FrameMaker у відносно простому форматі, заснованому на ASCII, який можуть генерувати або розуміти інші програмні системи, а також люди. Другою було забезпечення того, що будь-яка версія FrameMaker зможе прочитати документ, створений будь-якою іншою версією, чи принаймні ті функції, які підтримуються. Хоча кожна версія FrameMaker могла читати документи останніх кількох версій, їхнє повне читання вимагало надто багато програмних зусиль і тестування, тому вирішили, що читання MIF буде достатнім. Третьою метою було забезпечення того, що FrameMaker ніколи не втратить роботу автора. Якщо FrameMaker крешився, він спочатку записував поточний документ у MIF.
Будь-який документ, який може бути створений інтерактивно в FrameMaker, також може бути представлений, точно і повністю, в MIF (однак, зворотне не є правдою: декілька функцій FrameMaker доступні лише через MIF). Всі версії FrameMaker можуть експортувати документи в MIF і також читати документи MIF, включаючи документи, створені ранішою версією або іншою програмою.